# Korsarz (typ jachtu)
Korsarz – jacht żaglowy typu slup (narodowa klasa niemiecka), popularny w Niemczech, Austrii i Szwajcarii.

## Historia
Na propozycje ówczesnego przewodniczącego Bayerischer Seglerverband e.V. (Bawarska Federacja Żeglarska) Ernsta Lehfelda, w 1960 roku - na podstawie projektu dr Kurta Kallharda – w stoczni Mader zostały zbudowane pierwsze egzemplarze tej łodzi. Prototyp został opracowany i przetestowany przez Klausa Roescha i Herberta Schustera na jeziorze Waginger See w południowych Niemczech.
Początkowo Korsar był produkowany wyłącznie z obłogów, z czasem wprowadzono laminat oraz zaczęto łączyć te dwa materiały - kadłub laminowany z drewnianym (mahoniowym) pokładem. Od 1999 produkowane są nowe, ergonomiczne kadłuby. W obecnie produkowanych jednostkach półpokłady gładko przechodzą do środka łódki.

## Informacje ogólne
Klasa Korsarz mieści się pomiędzy klasą 470 i klasą Latający Holender (FD). Korsarz posiada dużo cech przypominających FD: rynny spinakera, regulowane wanty, trapez, regulacja miecza oraz prowadnica foka. Dzięki niewielkiej powierzchni zanurzenia, Korsarz bardzo łatwo i przy niewielkim wietrze wchodzi w tzw. ślizg.
Idealna waga zespołu żeglarskiego wynosi od 140 do 160 kg. Korsarz posiada pasy balastowe oraz trapezy ułatwiające prowadzenie łodzi osobom lżejszym oraz ułatwiające prowadzenie jachtu  przy silnych wiatrach.

## Dane techniczne
- typ: slup
  - powierzchnia:
    - całkowita: 14,7 m²
    - grot: 8,7 m²
    - fok: 6 m²
    - spinaker: ok. 14,8 m²
    - oznaczenie na grocie: czerwona lub czarna szabla
- wymiary:
  - długość całkowita: 5,00 m
  - szerokość całkowita: 1,70 m
  - zanurzenie: 0,10 m
  - zanurzenie z mieczem: ~1,00 m
- masa całkowita: 130 kg
- załoga: 2 osoby, w czasie pływań turystycznych: max. 3 do 4 osób
- konstruktor: dr Kurt (1958)
- konstrukcja:
  - kadłuba: w pierwszych drewniana, a następnie laminatowa, były też wykonania drewniane-laminowane
  - maszt: drewniany klejony, w późniejszych wykonaniach: z profilu aluminiowego
  - żagle: bawełniane, potem z Dacronu
  - urządzenie sterowe: z rumplem[7]

## Regaty
Na wielu jeziorach całej Europy kluby żeglarskie organizują regaty tej klasy łodzi. Najbardziej prestiżowe to: tydzień Travemünde, tydzień Warnemünde, Riva Cup nad jeziorem Garda (Włochy) i Puchar Euro Cup. W okresie od marca do listopada w wielu regatach można walczyć o zwycięstwo. Obecnie prowadzonych jest ponad 50 list rankingowych w takich krajach jak Niemcy, Austria, Szwajcaria, Włochy, Holandia i Polska, z których na koniec sezonu wyłaniany jest najlepszy zespół. Niemiecka lista rankingowa zawiera ok. 100 zespołów.

## Korsar w liczbach
Niemieckie Stowarzyszenie Korsar (Korsarenvereinigung e.V.) zrzesza ponad 1000 osób z Niemiec, Austrii i Szwajcarii. Poza tym zarejestrowanych jest aktualnie ponad 5000 łodzi. Na łodziach tej klasy pływa się również w Chile i Kalifornii. W Niemczech jest aktualnie wybudowanych ok. 3800 szt. łodzi w klasie olimpijskiej - jest to jedna z najsilniejszych klas łodzi żaglowych w niemieckim związku żeglarskim. Z 500 łodziami w Szwajcarii i ok. 800 w Austrii Korsar jest jedną z najpopularniejszych klas łodzi w całej Europie środkowej.

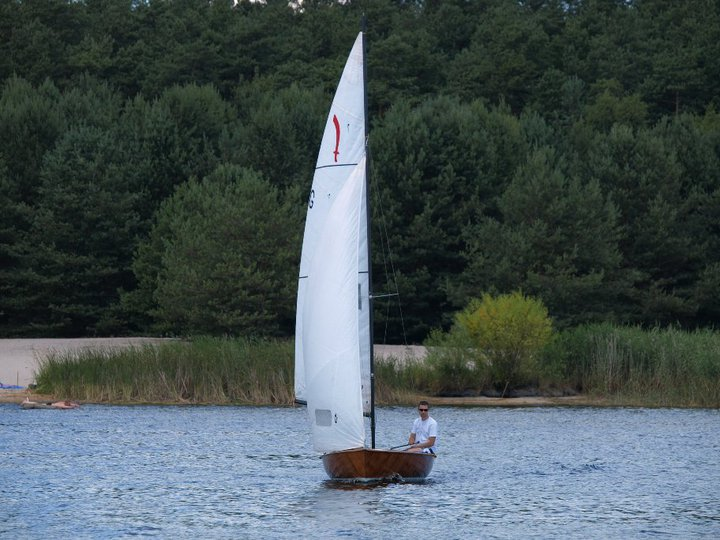
Samotny rejs
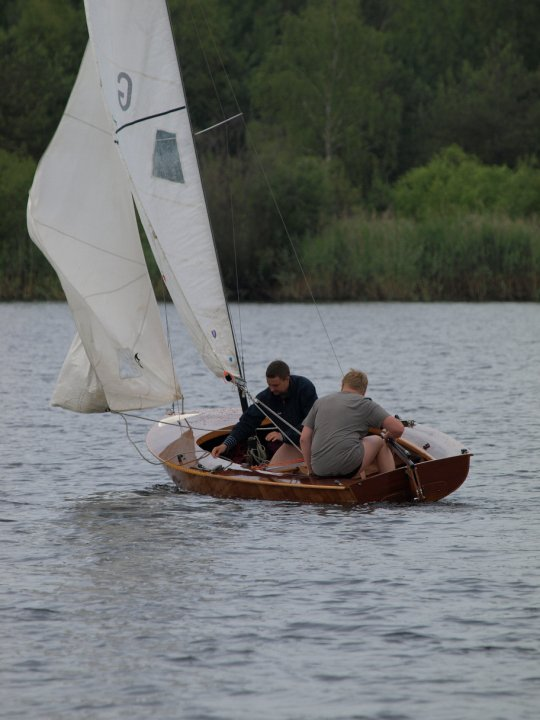
Pod żaglami
Oznaczenie klasy

### Wideo
- Film nr.1 -prędkość
- Film nr.2 -wywrotka
- Film nr.3 -widok z pokładu
- Film nr.4 -widok z innej łódki
- Film nr.5 -regaty
- Film nr.6 -regaty c.d.